# درک وستفال
درک وستفال (انگلیسی: Dirk Westphal؛ زادهٔ ۳۱ ژانویهٔ ۱۹۸۶) یک بازیکن والیبال اهل آلمان است. وی به عنوان اولین بازیکن آلمانی لیگ برتر والیبال ایران، در تیم شهرداری تبریز بازی می‌کند.